# Noritake Takahara
Noritake Takahara (japonsko 高原 敬武), japonski dirkač Formule 1, * 6. junij 1951, Tokio, Japonska.
Noritake Takahara je upokojeni japonski dirkač Formule 1. Debitiral je v sezoni 1976 na domači dirki za Veliko nagrado Japonske in se uvrstil na deveto mesto, kar je njegov najboljši rezultat v karieri. Drugič in zadnjič je v Formuli 1 nastopil v naslednji sezoni 1977 ponovno le na domači dirki za Veliko nagrado Japonske, ko pa je zaradi trčenja odstopil že v prvem krogu.

## Popoln pregled rezultatov Formule 1
(legenda) (odebeljene dirke pomenijo najboljši štartni položaj, poševne pa najhitrejši krog, †-uvrščen kljub odstopu)
| Leto | Moštvo             | Šasija       | Motor       | 1   | 2   | 3    | 4    | 5   | 6   | 7   | 8   | 9   | 10  | 11  | 12  | 13  | 14  | 15  | 16    | 17      | Prv | Toč |
| ---- | ------------------ | ------------ | ----------- | --- | --- | ---- | ---- | --- | --- | --- | --- | --- | --- | --- | --- | --- | --- | --- | ----- | ------- | --- | --- |
| 1976 | Team Surtees       | Surtees TS19 | Cosworth V8 | BRA | JAR | ZZDA | ŠPA  | BEL | MON | ŠVE | FRA | VB  | NEM | AVT | NIZ | ITA | KAN | ZDA | JAP 9 |         | -   | 0   |
| 1977 | Kojima Engineering | Kojima KE009 | Cosworth V8 | ARG | BRA | JAR  | ZZDA | ŠPA | MON | BEL | ŠVE | FRA | VB  | NEM | AVT | NIZ | ITA | ZDA | KAN   | JAP Ret | -   | 0   |